# کورنلیا سیدری
کورنلیا سیدری (انگلیسی: Cornelia Sideri; ۲۹ دسامبر ۱۹۳۸ – ۱۱ نوامبر ۲۰۱۷) قایقران کایاک اهل رومانی بود.